# Kotxérguine (Crimea)
Kotxérguine (en (ucraïnès): Кочергіне) és un poble de la República Autònoma de Crimea a Ucraïna, que el 2014 tenia 439 habitants. Pertany al districte de Bakhtxissarai. Fins al 1948 la vila es deia Bakkal-Su.

## Població
Segons les dades del 2001 la composició de la població de la vila de Kotxérguino d'acord amb la llengua que empren és la següent:
| Llengua  | %     |
| -------- | ----- |
| Rus      | 58,56 |
| Ucraïnès | 15,05 |
| Tàtar    | 8,04  |
| Altres   | 0,42  |